# Fabiden
Fabiden is de naam die in de 23e druk van de Heukels gebruikt wordt voor een groep planten. Het is een vertaling van de naam "fabids"; dit is de alternatieve benaming voor de eurosids I uit het APG II-systeem (2003). De Fabiden horen tot de groep van de Rosiden; en dus tot de  'nieuwe' tweezaadlobbigen.
De bedoelde groep is alleen een clade: ze heeft geen rang of een botanische naam. Rekening houdend met de extrapolatie van het Nederlandstalig gebied naar de hele wereld zal deze groep bestaan uit:
- clade Fabiden
  - orde Celastrales
  - orde Cucurbitales
  - orde Fabales
  - orde Fagales
  - orde Malpighiales
  - orde Oxalidales
  - orde Rosales
  - orde Zygophyllales